# Central Plaza (Brussel)

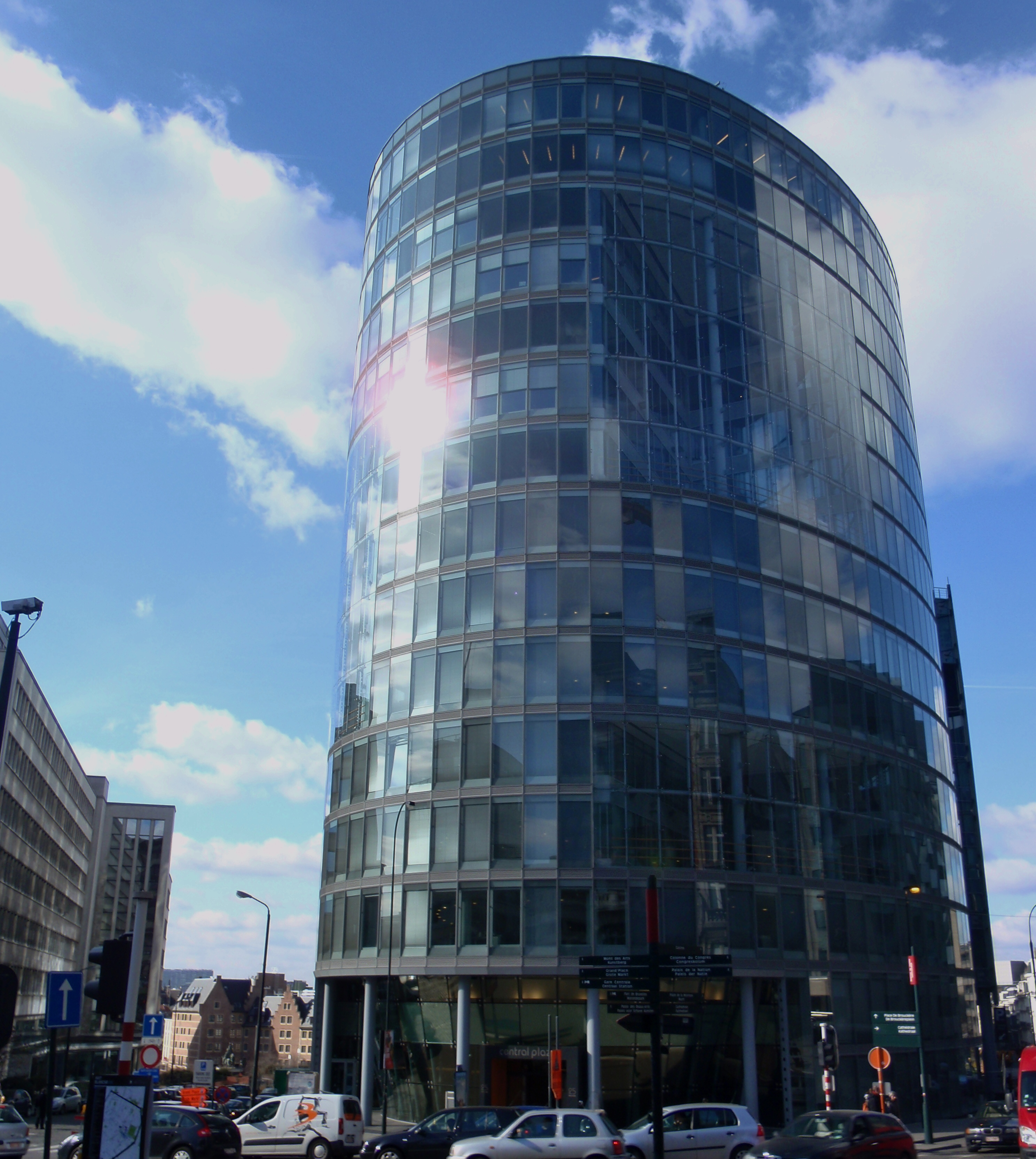
Central Plaza

Het Central Plaza is een kantoorgebouw in de Belgische hoofdstad Brussel. Het is gelegen op de kruising van de Loksumstraat, de Koloniënstraat, het Kantersteen en de Kardinaal Mercierstraat. Het werd tussen 2003 en 2006 gebouwd naar een ontwerp van Montois Partners en Art & Build en in opdracht van Immobel en AG Real Estate. Het gebouw telt 15 verdiepingen en huisvest onder meer de Brusselse afdeling van het Nederlandse advocatenkantoor Stibbe en het hoofdkantoor van verzekeraar DKV Belgium. Het Central Plaza is gelegen aan het station Brussel-Centraal en het Centraal Station van de Brusselse metro.